# Olympische Sommerspiele 2020/Teilnehmer (San Marino)
| Gelbes Symbol für Goldmedaillen mit stilisierten Olympischen Ringen | Graues Symbol für Silbermedaillen mit stilisierten Olympischen Ringen | Braundes Symbol für Bronzemedaillen mit stilisierten Olympischen Ringen |
| ------------------------------------------------------------------- | --------------------------------------------------------------------- | ----------------------------------------------------------------------- |
| —                                                                   | 1                                                                     | 2                                                                       |

San Marino nahm an den Olympischen Spielen 2020 in Tokio mit fünf Sportlern in vier Sportarten teil. Es war die insgesamt 15. Teilnahme an Olympischen Sommerspielen.
Alessandra Perilli gewann mit Bronze bei den Schützinnen der Trap-Ausscheidung die erste Medaille überhaupt für San Marino. Zwei Tage später gewann Perilli mit ihrem Partner Gian Marco Berti beim Mixedwettbewerb im Trapschießen eine weitere Medaille, diesmal die silberne. Am 5. August gewann Myles Amine mit der Bronzemedaille im Freistilringen bis 86 kg die erste Einzelmedaille für einen Mann.

## Teilnehmer nach Sportarten

### Judo
| Athleten        | Wettbewerb | 1. Runde | 1. Runde | 2. Runde      | 2. Runde | Achtelfinale  | Achtelfinale  | Viertelfinale | Viertelfinale | Halbfinale/Trostrunde | Halbfinale/Trostrunde | Finale/Platz 3 | Finale/Platz 3 | Rang |
| Athleten        | Wettbewerb | Gegner   | Ergebnis | Gegner        | Ergebnis | Gegner        | Ergebnis      | Gegner        | Ergebnis      | Gegner                | Ergebnis              | Gegner         | Ergebnis       | Rang |
| --------------- | ---------- | -------- | -------- | ------------- | -------- | ------------- | ------------- | ------------- | ------------- | --------------------- | --------------------- | -------------- | -------------- | ---- |
| Männer          |            |          |          |               |          |               |               |               |               |                       |                       |                |                |      |
| Paolo Persoglia | bis 90 kg  | Freilos  | Freilos  | N. van ’t End | 0:10     | ausgeschieden | ausgeschieden | ausgeschieden | ausgeschieden | ausgeschieden         | ausgeschieden         | ausgeschieden  | ausgeschieden  | 17   |

### Ringen

#### Freier Stil
Legende: G = Gewonnen, V = Verloren, S = Schultersieg
| Athleten    | Wettbewerb       | Achtelfinale | Achtelfinale | Viertelfinale | Viertelfinale | Halbfinale    | Halbfinale    | Hoffnungsrunde Halbfinale | Hoffnungsrunde Halbfinale | Hoffnungsrunde Finale | Hoffnungsrunde Finale | Finale        | Finale        | Rang   |
| Athleten    | Wettbewerb       | Gegner       | Ergebnis     | Gegner        | Ergebnis      | Gegner        | Ergebnis      | Gegner                    | Ergebnis                  | Gegner                | Ergebnis              | Gegner        | Ergebnis      | Rang   |
| ----------- | ---------------- | ------------ | ------------ | ------------- | ------------- | ------------- | ------------- | ------------------------- | ------------------------- | --------------------- | --------------------- | ------------- | ------------- | ------ |
| Männer      |                  |              |              |               |               |               |               |                           |                           |                       |                       |               |               |        |
| Myles Amine | Klasse bis 86 kg | C. Izquierdo | G 12:2       | D. Taylor     | V 2:12        | ausgeschieden | ausgeschieden | A. Shabanau               | G 2:0                     | D. Punia              | G 4:2                 | ausgeschieden | ausgeschieden | Bronze |

### Schießen
| Athleten                            | Wettbewerb   | Qualifikation   | Qualifikation | Finale          | Finale        | Rang   |
| Athleten                            | Wettbewerb   | Ringe/ Scheiben | Rang          | Ringe/ Scheiben | Rang          | Rang   |
| ----------------------------------- | ------------ | --------------- | ------------- | --------------- | ------------- | ------ |
| Frauen                              |              |                 |               |                 |               |        |
| Alessandra Perilli                  | Trap         | 122             | 2             | 29              | 3             | Bronze |
| Männer                              |              |                 |               |                 |               |        |
| Gian Marco Berti                    | Trap         | 121             | 18            | ausgeschieden   | ausgeschieden | 18     |
| Mixed                               |              |                 |               |                 |               |        |
| Alessandra Perilli Gian Marco Berti | Trap (Mixed) | 148             | 2             | 40              | 2             | Silber |

### Schwimmen
| Athleten        | Wettbewerb      | Vorlauf      | Vorlauf | Halbfinale | Halbfinale | Finale        | Finale        | Rang |
| Athleten        | Wettbewerb      | Zeit         | Rang    | Zeit       | Rang       | Zeit          | Rang          | Rang |
| --------------- | --------------- | ------------ | ------- | ---------- | ---------- | ------------- | ------------- | ---- |
| Frauen          |                 |              |         |            |            |               |               |      |
| Arianna Valloni | 800 m Freistil  | 8:54,78 min  | 29      | —          | —          | ausgeschieden | ausgeschieden | 29   |
| Arianna Valloni | 1500 m Freistil | 16:54,64 min | 32      | —          | —          | ausgeschieden | ausgeschieden | 32   |